# Ministerio de Salud y Bienestar (Corea del Sur)

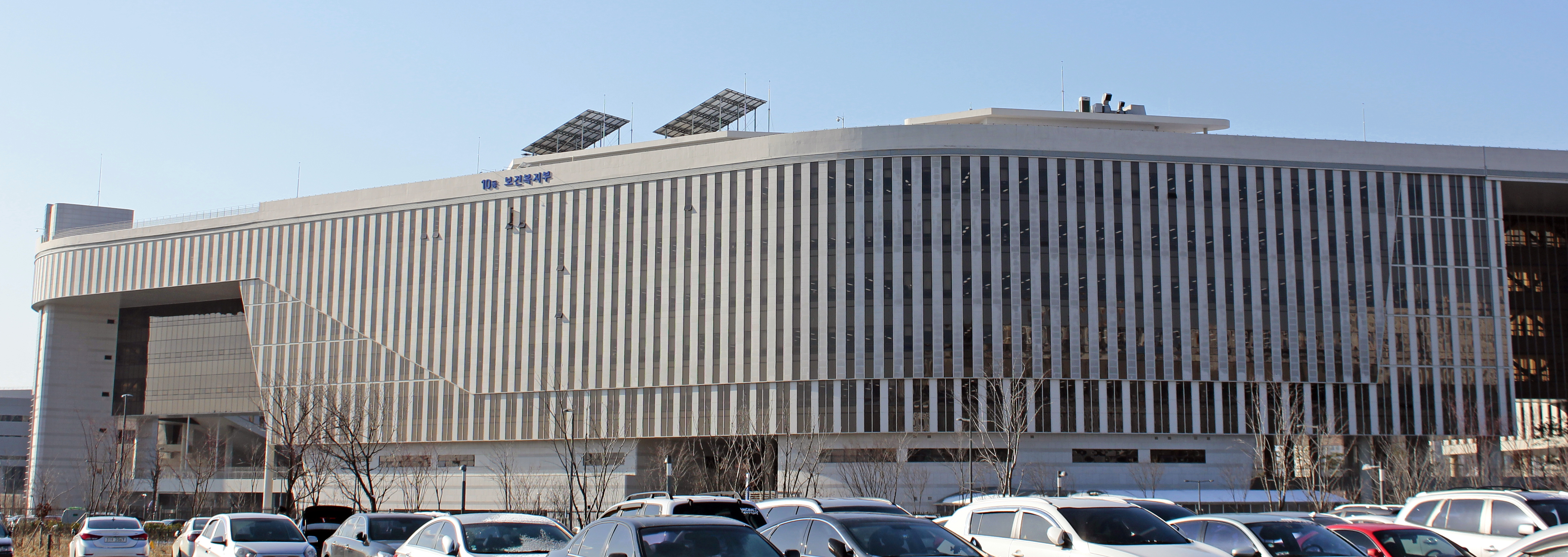
Sede en la Ciudad de Sejong

El Ministerio de Salud y Bienestar (hanja:保健福祉部, romanización: Bogeon Bokji-Bu, hangul: 보건복지부, MOHW previamente MW, por sus siglas en inglés, ) es una rama del gobierno de Corea del Sur. Su sede se encuentra en la ciudad de Sejong. Previamente la sede se componía de los pisos 6 a 12 el edificio Hyundai en Distrito Jongno, En Seúl, junto con el Ministerio de Asuntos Familiares.

## Desarrollo
El 23 de diciembre de 1994, el Ministerio de Salud y Asuntos Familiares (보건사회부) cambió su nombre a Ministerio de Salud y Bienestar. El 29 de febrero de 2008, el ministerio fusionó la Comisión Nacional de la Juventud, la Oficina del Primer Ministro de Corea, los Asuntos de la Familia del Ministerio de Igualdad entre los Géneros y Familia, y el Centro de Medidas para la Bipolarización y Sustento, Ministerio de Planificación y Presupuesto para convertirse en el Ministerio de Salud, Bienestar y Asuntos Familiares.(보건복지가족부).
Sin embargo, el 19 de marzo de 2010, el Ministerio fue reorganizado para convertirse en el Ministerio de Salud y Bienestar y las responsabilidades sobre la juventud y la familia fueron transferidas al Ministerio de Igualdad entre los Géneros y Familia. Sin embargo, el Ministerio de Salud y Bienestar continua gobernando los asuntos relacionados con los niños.
Con lo aprendido por la pandemia por covid-19, se creó y presentó la legislación para expandir una de las agencias infantiles, el Centro Coreano de Control de Enfermedades y Prevención, a la Administración de Control de Enfermedades y Prevención Coreana y equipar el Ministerio con dos Viceministros - uno responsable del bienestar y el otro de la salud pública . Estos cambios comenzaran el 12 de septiembre del 2020.

## Trabajo
El Ministerio coordina y supervisa los asuntos y políticas relacionadas con la salud y el bienestar. Su misión es establecer un estado de bienestar inclusivo que garantice una vida feliz y saludable para todos los ciudadanos.
La principal tarea incluye la atención médica y cuarentena, administración obligatoria, administración de farmacéuticos, el seguro de salud, el seguro de necesidades básicas, la seguridad social y políticas de servicios sociales, y políticas de población para hacer frente a las bajas tasas de nacimiento y envejecimiento del bienestar infantil.

## Visión y metas
Misión
- Construir redes de seguridad social para un mañana mejor
- Adoptar un enfoque de ciclo de vida para una vida saludable
- Apoyar una vida estable después de la jubilación.

Metas
- Sistema de Seguridad Social
- Cuidado Individualizado
- Desafíos y próximas tareas
- Cooperación Global

## Organización
- Sede
  - Ministro y Viceministro
  - 4 Oficinas and 20 Departamentos
- Agencias Infantiles
  - Hospitales Nacionales
    - Bugok
    - Chuncheon
    - Gongju
    - Masan
    - Mokpo
    - Naju
    - Sorokdo

  - Centro Nacional de Salud Mental en Seúl
  - Centro Nacional de Rehabilitación en Seúl
  - Cementerio Nacional para Coreanos en el Extranjero en Cheonan
  - Comisión de Conciliación de Disputas de Seguros de Salud en Seúl
  - CCentro para el Control de Enfermedades y Prevención en Cheongju
  - Centro de soporte de Osong Biovalley en Cheongju
- Supervisión de instituciones públicas[4]
  - Fundaciones
    - Fundación Coreana para la Asistencia sanitaria internacional(KOFIH ) en Seúl
    - Fundación de Osong para la Innovación Médica en Cheongju
    - Fundación de  Daegu-Gyeongbuk para la Innovación Médica (DGMIF) en Daegu

  - Institutos de Investigación
    - Instituto de Desarrollo de la Industria de la Salud de Corea (KHIDI) en Cheongju
    - Instituto de Desarrollo de la Fuerza Laboral de Corea para los Ancianos en Goyang
    - Instituto de Desarrollo de Recursos Humanos de Corea para la Salud y el Bienestar (KOHI) en Cheongju
    - Centro Nacional del Cáncer (NCC) en Goyang
    - Instituto Coreano de Exámenes de Licencias para el Personal de Salud en Seúl
    - Instituto de Desarrollo de Personas con Discapacidad de Corea (KODDI) en Seúl
    - Instituto de Promoción Infantil de Corea  (KCP) en Seúl
    - Instituto de Promoción de la Salud de Corea en Seúl.
    - Agencia Nacional de Colaboración en Salud basada en Evidencia (NECA) en Seúl
    - Instituto Nacional Coreano para el Desarrollo de la Medicina (NIKOM) en Gyeongsan
    - Instituto Nacional de Políticas de Bioética de Corea (KONIBP) en Seúl

  - Proveedores de Servicios
    - Servicio Nacional de Pensiones (NPS) en Jeonju
    - Servicio Nacional de Seguro de Salud (NHIS) en Wonju
    - Servicio de Revisión y Evaluación del Seguro Médico (HIRA) en Wonju
    - Servicio de Información de la Seguridad Social (SSIS) en Seúl
    - Cruz Roja Coreana en Seúl
    - Centro Médico Nacional (NMC) en Seúl
    - Consejo Nacional de Bienestar Social de Corea (Social Security Network; SSN) en Seúl
    - Agencia de Mediación y Arbitraje de Disputas Médicas de Corea (K-Medi ) en Seúl
    - Agencia Coreana de Donación de Órganos (KODA) en Seúl
    - Instituto de Corea para la Acreditación de Atención Médica (KOIHA) en Seúl
    - Banco Público Coreano de Tejido (KPTB) en Seúl

## Sitios externos
- (KO) Sitio Oficial en www.mohw.go.kr.
- (KO) Blog Oficial, en blog.naver.com. http://blog.naver.com/mohw2016
- 대한민국 보건복지부 (canal), por YouTube